# 达辛
达辛是德国巴伐利亚州的一个市镇。总面积40.82平方公里，总人口5423人，其中男性2777人，女性2646人（2011年12月31日），人口密度133人/平方公里。